# Jarmo Saastamoinen
Jarmo Saastamoinen (Vantaa, 20 september 1967) is een voormalig profvoetballer uit Finland, die speelde als verdediger gedurende zijn carrière. Hij beëindigde zijn actieve loopbaan in 2001 bij de Finse club FC Haka Valkeakoski.

## Interlandcarrière
Saastamoinen kwam in totaal 21 keer (nul doelpunten) uit voor de nationale ploeg van Finland in de periode 1989–2001. Onder leiding van bondscoach Jukka Vakkila maakte hij zijn debuut op 22 oktober 1989 in de vriendschappelijke uitwedstrijd tegen Trinidad & Tobago in Port of Spain, net als Jari Litmanen (Lahden Reipas) en Jukka Turunen (KuPS Kuopio). Het duel eindigde in een 1-0-overwinning voor de Finnen door een doelpunt van Ismo Lius.

## Erelijst
Kuusysi Lahti
- Landskampioen

1989, 1991
- Suomen Cup

1987
 HJK Helsinki
- Landskampioen

1997
- Suomen Cup

1998, 2000
- Liigacup

1997, 1998